# Ridkodubî, Dubno
Ridkodubî (în ucraineană Рідкодуби) este un sat în comuna Stovpeț din raionul Dubno, regiunea Rivne, Ucraina.

## Demografie
Componența lingvistică a localității Ridkodubî
     Ucraineană (99,38%)
     Alte limbi (0,62%)
Conform recensământului din 2001, majoritatea populației localității Ridkodubî era vorbitoare de ucraineană (99,38%), existând în minoritate și vorbitori de alte limbi.